# Тупшер
Тупшер — река в России, протекает в Переславском районе Ярославской области; правый приток реки Игобла. Протекает по заболоченному лесу; населённых пунктов на реке нет, ближайший — посёлок Мшарово у истока в урочище Большое Болото.